# مدرک دوگانه
دو مدرکی یا دو رشته‌ای (انگلیسی: Double degree)  شامل تلاش یک دانشجو برای کسب دو مدرک دانشگاهی مختلف به صورت موازی در یک دانشگاه یا دو دانشگاه مختلف و گاهی در کشورهای مختلف و تکمیل آن‌ها در کم‌تر از زمانی است که برای به دست آوردن آن‌ها به طور جداگانه انجام می‌شود، است.  

## نمونه‌ها در ایران
- در دانشگاه صنعتی شریف، رتبه‌های برتر کنکور، دارندگان مدال طلای المپیادهای علمی، و دانشجویانی که از نظر معدل جزو ۱۰ درصد برتر دانشکده‌ خود باشند می‌توانند درخواست تحصیل هم زمان در دو رشته کنند. دانشجویان دورشته ای در صورت اتمام موفق دوره، موفق به دریافت دانشنامه جداگانه برای هر رشته می شوند.[۱]